# Tân binh xuất sắc nhất J.League
Tân binh xuất sắc nhất J.League là giải thưởng của J. League dành cho tân binh nổi bật nhất của mùa giải. Tân binh tức là cầu thủ có mùa giải chuyên nghiệp đầu tiên (cả cầu thủ nội và ngoại).
Tên cầu thủ đậm cũng có tên trong đội hình tiêu biểu mùa giải đó.
| Năm  | Cầu thủ              | Câu lạc bộ          | Vị trí | Quốc tịch |
| ---- | -------------------- | ------------------- | ------ | --------- |
| 1993 | Masaaki Sawanobori   | Shimizu S-Pulse     | TV     | Nhật Bản  |
| 1994 | Kazuaki Tasaka       | Bellmare Hiratsuka  | TV     | Nhật Bản  |
| 1995 | Yoshikatsu Kawaguchi | Yokohama Marinos    | TM     | Nhật Bản  |
| 1996 | Toshihide Saito      | Shimizu S-Pulse     | HV     | Nhật Bản  |
| 1997 | Atsushi Yanagisawa   | Kashima Antlers     | TĐ     | Nhật Bản  |
| 1998 | Shinji Ono           | Urawa Red Diamonds  | TV     | Nhật Bản  |
| 1999 | Yuji Nakazawa        | Verdy Kawasaki      | HV     | Nhật Bản  |
| 2000 | Kazuyuki Morisaki    | Sanfrecce Hiroshima | HV     | Nhật Bản  |
| 2001 | Koji Yamase          | Consadole Sapporo   | TV     | Nhật Bản  |
| 2002 | Keisuke Tsuboi       | Urawa Red Diamonds  | HV     | Nhật Bản  |
| 2003 | Daisuke Nasu         | Yokohama F. Marinos | HV     | Nhật Bản  |
| 2004 | Takayuki Morimoto    | Tokyo Verdy 1969    | TĐ     | Nhật Bản  |
| 2005 | Robert Cullen        | Jubilo Iwata        | TĐ     | Nhật Bản  |
| 2006 | Jungo Fujimoto       | Shimizu S-Pulse     | TV     | Nhật Bản  |
| 2007 | Takanori Sugeno      | Yokohama FC         | TM     | Nhật Bản  |
| 2008 | Yoshizumi Ogawa      | Nagoya Grampus      | TV     | Nhật Bản  |
| 2009 | Kazuma Watanabe      | Yokohama F. Marinos | TĐ     | Nhật Bản  |
| 2010 | Takashi Usami        | Gamba Osaka         | TV     | Nhật Bản  |
| 2011 | Hiroki Sakai         | Kashiwa Reysol      | HV     | Nhật Bản  |
| 2012 | Gaku Shibasaki       | Kashima Antlers     | TV     | Nhật Bản  |
| 2013 | Takumi Minamino      | Cerezo Osaka        | TĐ     | Nhật Bản  |
| 2014 | Caio                 | Kashima Antlers     | TV     | Brasil    |

## Theo câu lạc bộ
| # | Câu lạc bộ          | Số cầu thủ đoạt giải |
| - | ------------------- | -------------------- |
| 1 | Shimizu S-Pulse     | 3                    |
| 1 | Yokohama F. Marinos | 3                    |
| 1 | Kashima Antlers     | 3                    |
| 4 | Tokyo Verdy         | 2                    |
| 4 | Urawa Red Diamonds  | 2                    |
| 6 | Consadole Sapporo   | 1                    |
| 6 | Júbilo Iwata        | 1                    |
| 6 | Sanfrecce Hiroshima | 1                    |
| 6 | Shonan Bellmare     | 1                    |
| 6 | Yokohama FC         | 1                    |
| 6 | Nagoya Grampus      | 1                    |
| 6 | Gamba Osaka         | 1                    |
| 6 | Kashiwa Reysol      | 1                    |
| 6 | Cerezo Osaka        | 1                    |